# Litván irodalom

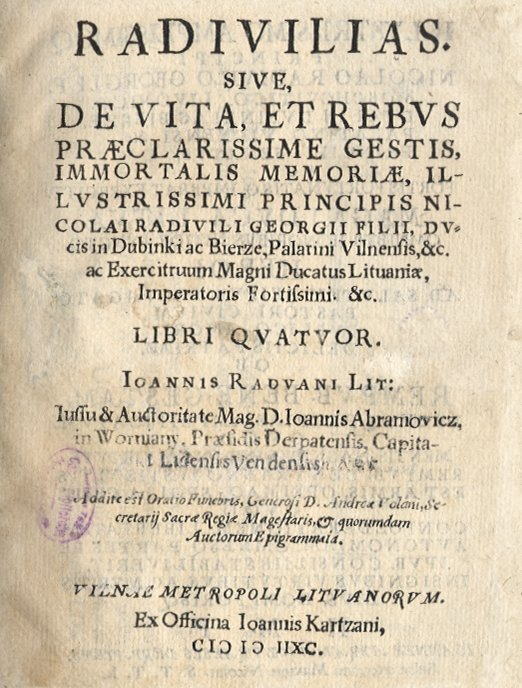
A Radivilias (1592, Vilnius) címlapja. A parancsnokot Mikalojus Radvila Rudasisot (1512–1584) ünneplő vers, amelyik elbeszéli a litván fegyveres erők győzelmét a moszkvai csapatok felett (1564).

A litván irodalom (litvánul: lietuvių literatūra) a litvánok által a történelem során létrehozott írásművek összefoglaló elnevezése.

## Története

### Latinul
A középkorban a litván irodalom nagy része latinul íródott, ez volt a középkor fő tudományos nyelve.
A litván király, Mindaugas ediktumai  egyik jellemző példái az első megjelent litván irodalomnak. A litván latin nyelvű írások másik meghatározó öröksége a Gediminas levelei.
Az egyik első litván szerző, aki latinul írt, Nicolaus Hussovianus volt. (1480 körül –1533 után). Az 1523-ban megjelent Carmen de statura, feritate ac venatione bisontis (Ének a bölény megjelenéséről, vadságáról és vadászatáról) című költeménye a litván tájat, életmódot és szokásokat írja le, kitér a fennálló politikai rendszerre, valamint a pogányság és a kereszténység összecsapására.
Joannes Vislicensis (1485–1520) írt egy verset Bellum Prutenum (Porosz háború) címmel, amelyet a teuton rendek elleni grünwaldi csatának szentelt.
Michalo Lituanus (1490–1560) álnéven írt valaki egy értekezést De moribus tartarorum, lituanorum et moscorum (A tatárok, litvánok és moszkvaiak szokásairól) a 16. század közepén, ami azonban  csak 1615-ben jelent meg.
Petrus Roysius Maurus Alcagnicensis (1505 körül –1571) spanyol származású jogász és költő,  a 16. században Litvánia kulturális életének rendkívüli alakja lett. Augustinus Rotundus (1520 körül –1582) publicista, jogász,  Vilnius polgármestere volt, aki 1560 körül latinul megírta Litvánia történetét (ismert kézirat nem maradt fenn). Jonas Radvanas, a 16. század második felében élt humanista költő, aki Vergilius Aeneis című eposzát utánzó költeményt írt. A litván nemzeti eposznak szánt Radivilias című művét 1588-ban adták ki Vilniusban.
Boierus Laurentius (1561–1619 körül) svéd származású költő volt, aki a vilniusi egyetemen végzett. Fő műve a Carolomachia – a litvánoknak a svéd hadsereg felett a kircholmi csatában 1605-ben aratott győzelmének szentelt vers. A verset 1606-ban írta és adta ki – éppen egy évvel az esemény után. A vers Litvánia Jan Karol Chodkiewicz nagyhetmant (polemarchos', ahogy a versben említik) és a litván hadsereget ünnepelte. Versében számos érdekes csatarészletről tudósított, a litván csatakiáltás is az egyik első említése. – muški!
Matthias Sarbievius (1595–1640) lengyel származású költő volt, a vilniusi egyetemen végzett, és termékeny éveinek nagy részét Litvániában – Vilniusban és Kražiaiban – töltötte. Európai hírnevét első verseskötete, a Lyricorum libri tres (Három lírai könyv, 1625) hozta meg számára. Dii gentium (A nemzetek istenei, 1627) című könyvében a római istenségek mellett a litván mitológiát is feldolgozta.
Adam Schröter (1525–1572) a Nyeman folyónak szentelt latin nyelvű verset írt De fluvio Memela Lithuaniae carmen elegiacum (Elégikus énekek a litván Nemunas folyóról).
A 17. századi litván tudósok Kazimieras Kojelavičius-Vijūkas és Žygimantas Liauksminas latin nyelvű teológiai, retorikai és zenei írásaikról ismertek. Albertas Kojalavičius-Vijūkas megírta az első nyomtatott litván történelmet két kötetben, a Historiae Lituanae (1650, 1669). Kazimieras Kojalavičius-Vijūkas termékeny író volt,  hagyatéka több mint 20 latin nyelvű könyvet számlál.
Maciej Stryjkowski és Augustinus Rotundus határozottan támogatta a latin nyelv használatát a Litván Nagyfejedelemség hivatalos nyelveként, mivel úgy gondolták, hogy a litván nyelv csak egy népnyelv, amely a latinból fejlődött ki. Hitük a litván és a latin nyelv nyelvtani hasonlóságán alapult.
Az 1737-ben Vilniusban, latin nyelven írt és kiadott Universitas lingvarum Litvaniae' a litván nyelv legrégebbi fennmaradt, a Litván Nagyfejedelemség területén kiadott litván nyelvtan.
Litván szerzők latin nyelvű könyvei Vilniusban, Krakkóban és Rigában jelentek meg. Csak a 16. században 158 latin nyelvű könyvet adtak ki Vilniusban. A kutatások 374 olyan könyvet tartanak számon, amelyeket a Litván Nagyfejedelemségben adtak ki, vagy a polgárai írtak és külföldön adtak ki a 15–16. században. Bár az első nyomdát 1522-ben a Litván Nagyfejedelemségben, Vilniusban állították fel, az első, aki 1480-ban London városában nyomdát alapított, a litván John Lettou volt.

### Litván nyelven

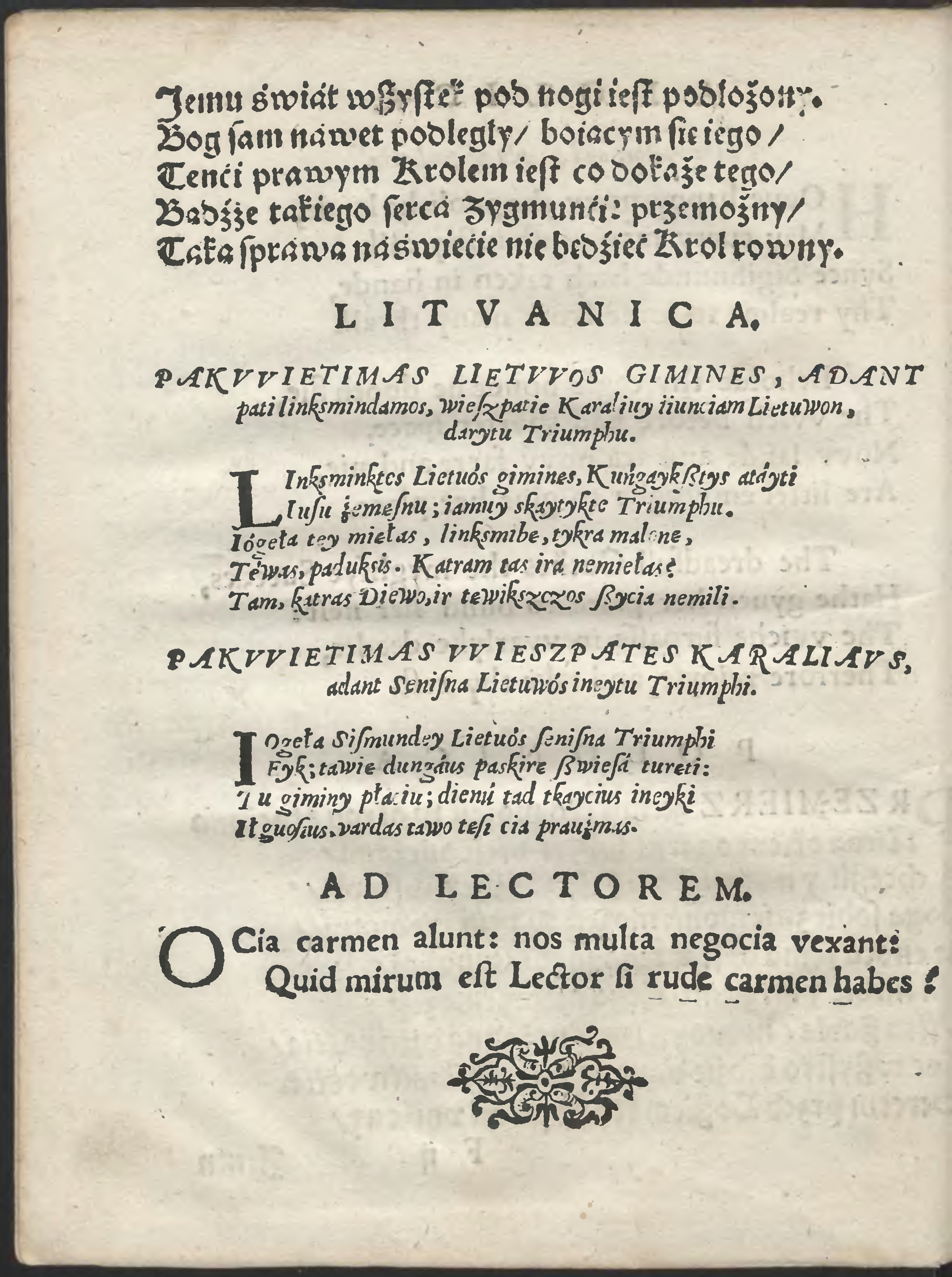
Panegyricus III. Vasa Zsigmondhoz, aki Vilniusba látogatott, az első litván nyelvű hexameter, 1589

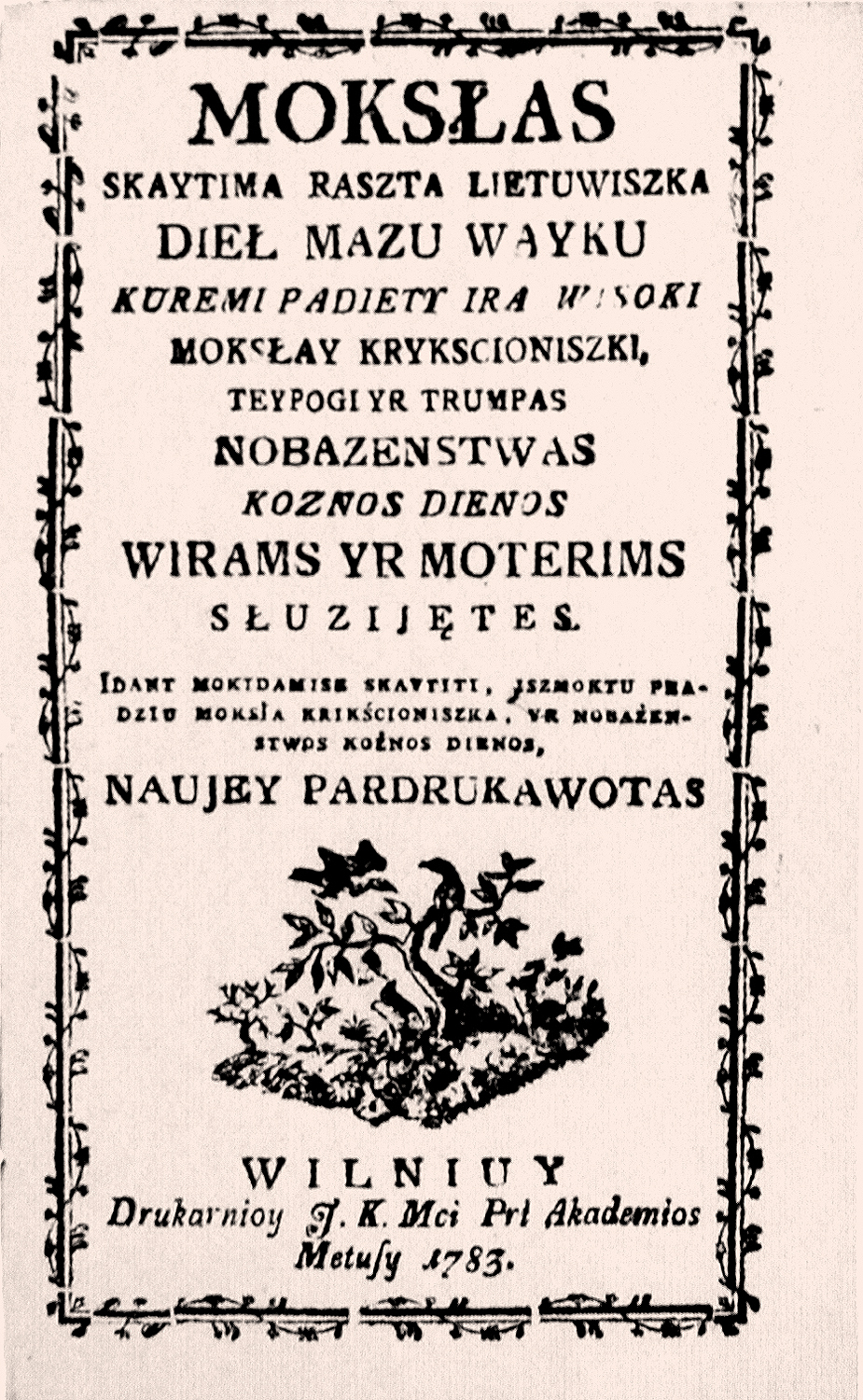
Litván nyelvi alapkönyv gyerekeknek, megjelent Vilniusban, Litván Nagyfejedelemségben, 1783Lenas kiadás

Litván tudósok Abraomas Kulvietis (1510 körül –1545), Stanislovas Rapolionis, Stanislovas Rapolionis (1485–1545) voltak a legelső szerzők, akik litván nyelven írtak. A litván nyelvű litván irodalmi művek először a 16. században jelentek meg. 1547-ben Martynas Mažvydas Mažvydas (1520–1563 körül) összeállította és kiadta az első nyomtatott litván nyelvű könyvet,  A katekizmus egyszerű szavai címűt, amely a nyomtatott litván irodalom kezdetét jelzi. Őt követte Mikalojus Daukša (1527–1613) a Litvánia Propria-ban a Katekizmus, avagy minden kereszténynek kötelező nevelés című művével. A 16. és 17. században a litván irodalom elsősorban vallásos jellegű volt. A reformációs mozgalmak idején a katolikus és kálvinista támogatók Litvániában versengtek egymással a befolyásért és az elmék neveléséért. Ennek egyik példája – a 17. században litván nyelven kiadott legnagyobb könyv – a kálvinista katekizmus és zsoltárgyűjtemény Knyga nobažnystės krikščioniškos (A keresztény kegyesség könyve), mecénása Jonušas Radvila. A 18. század folyamán megnőtt a világi kiadványok száma, köztük a szótáraké is. A 19. század első felében a Vilniusi Egyetem elősegítette a nyelvhasználatot és az irodalmi művek létrehozását. A Lengyel–Litván Unió felosztása után azonban az Orosz Birodalom, amely hatalmi helyzete révén a litván területek nagy részét ellenőrizte, a 19. század közepén 40 évre szóló tilalmat hirdetett a latin ábécé szerinti litván nyelv nyomtatására, mivel a litván nacionalisták felkelésétől tartott. Ennek következtében a könyvkiadást Kelet-Poroszországba helyezték át, a litván könyveket pedig könyvcsempészek szállították Litvániába. Az első litván világi könyv Aiszóposz meséinek fordítása volt – Ezopo pasakėčios (Die Fabeln Aesopi), amelyet Johann Schultz (1648–1710) fordított latinból és adott ki 1706-ban.

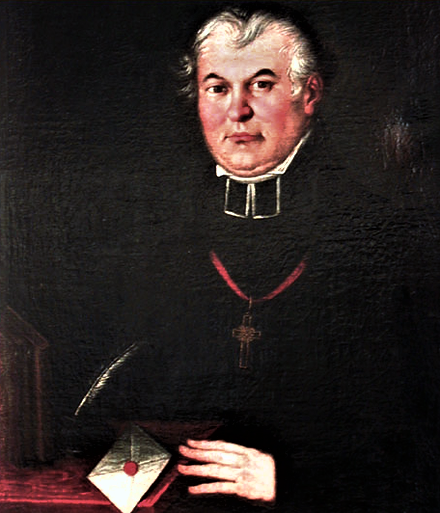
Konstantinas Sirvydas

A Wolfenbütteli prédikációs könyv (Volfenbiūtelio postilė) – a Wolfenbütteli prédikációs könyv kézirata (1573), a legrégebbi ismert litván kéziratos könyv. A szerző vagy szerzők ismeretlenek. A könyvet a wolfenbütteli Herzog August Könyvtárban találták meg.
Jonas Bretkūnas (1536–1602) – feltehetően óporosz származású, lutheránus lelkész, a litván írásbeliség egyik legismertebb kidolgozója volt. Lefordította litván nyelvre a Bibliát, és tizenkét litván nyelvű könyv szerzője volt. Legnevezetesebb művei: Chronicon des Landes Preussen (1578–1579), Postilla, tatai esti trumpas ir prastas išguldimas evangeliu (1591), Kancionalas nekurių giesmių giesmių (1589), a litván Biblia kézirata – Biblia (1590). Bretkūnas litván nyelvezete gazdag, és Kristijonas Donelaitis írásaiig páratlanul gazdag volt. Nagyban befolyásolta a litván irodalmi nyelv és írásmód kialakulását.
Konstantinas Sirvydas (1579–1631) vallásos prédikátor, lexikográfus, megjelentette prédikációgyűjteményének első kötetét Punktai Sakymų címmel. (Prédikációk), amelynek tisztaságát, stílusát és a litván nyelv gazdagságát ma is csodálják. Lengyel–latin–litván szótárát, a Dictionarium trium linguarum-ot a 19. századig használták, és a litván írók és lexikográfusok nagyra értékelték.
Samuelis Boguslavas Chilinskis (1631–1666) kalvinista, a Biblia litván nyelvre fordítója. A fordítást 1660-ban Londonban adták át nyomtatásra, de kedvezőtlen körülmények miatt nem fejezték be – csak az Ószövetség felét adták ki. Chilinskis két brosúrát is kiadott, amelyben a brit társadalomnak magyarázta munkáját és a Biblia litván nyelvű kiadásának szükségességét, rövid információkkal a Litván Nagyfejedelemségről – An Account of the Translation of the Bible to the Lithuanian Tongue (1659) és Ratio institutae translationis Bibliorum in linguam Lithuanicam, in quam nunquam adhuc Scriptura sacra est versa, ex quo fidem Christianam, ab conjunctionem Magni Ducatus Lithvaniae cum Regno Poloniae (1659). Chilinskis fő forrásként az akkoriban népszerű holland Bibliakiadást, Statenbijbel használta.
Kristijonas Donelaitis (1714–1780) írta az első litván verset hexameterben. Metai' (Az évszakok, 1818), és ezzel megteremtette a litván költészet alapjait. Az ő versét tartják az eddigi legsikeresebb litván nyelvű hexameter szövegnek.
Antanas Strazdas (1760–1833) költő, aki a népdalok által befolyásolt lírát írt. Legismertebb művét, a Pulkim ant kelių(Boruljunk térdre) című himnuszt a mai napig éneklik a templomokban. Leghíresebb versei közé tartozik a Strazdas (A rigó), amelyben a költő a madár által megszemélyesítve a parasztok örömeiről és gondjairól énekel; az Aušra (A hajnal) a hajnal okozta örömről szól, és amely sok ritmus- és rímszabályt megszeg; a Barnis (A veszekedés) az egyetlen vers, amely magáról Strazdasról szól.
Jurgis Pabrėža (1771–1849) pap, orvos, botanikus volt; a botanikáról szamogit nyelvjárásban írt enciklopédikus művet Taislius auguminis (Botanika), megteremtette a botanika litván terminológiáját. Emellett írt mintegy 250 eredeti prédikációt és egy naplót, a Ryžtai-t (Meghatározások) is.

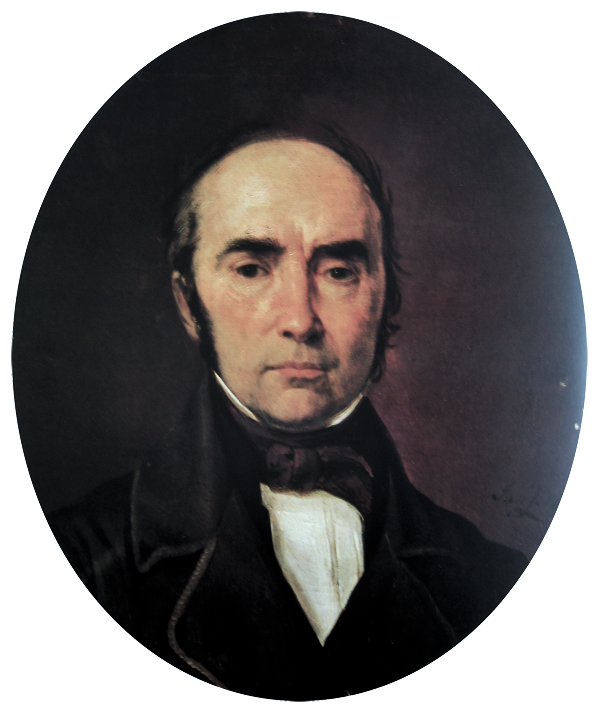
Simonas Daukantas

Simonas Daukantas (1793–1864) Lengyel–Litván Unió előtti hagyományaihoz való visszatérést szorgalmazta, amelyet Litvánia aranykoraként és az őshonos kultúra megújulásaként ábrázolt, a litván nyelvre és szokásokra alapozva. Ezekkel az elképzelésekkel a fejében már 1822-ben megírta Litvánia történetét litván nyelven – Darbai senųjų lietuvių ir žemaičių. (Az ősi litvánok és szamogiták tettei), bár ekkor még nem adták ki.
Mikalojus Akelaitis (1829–1887) a litván didaktikai irodalom egyik legjelentősebb alkotója és kiadója, publicista, néprajzkutató. Közreműködött az Auszra (A Hajnal), Gazieta Lietuwiszka (A litván újság), írta a Kvestorius (1860), Jonas Išmisločius (1860) című elbeszéléseket. Michal Balinski történésznek írt levelében 1857-ben ezt írta: „Felemelnünk kell a litván nyelvet, el kell csikarnunk a megvetéstől azt a nyelvet, amely a szanszkrit nagyságával, a latin erejével, a görög kifinomultságával és az olasz dallamosságával rendelkezik.” 
Motiejus Valančius püspök (1801–1875) támogatta azt az illegális gyakorlatot, hogy Kis-Litvániában litván könyveket nyomtattak és knygnešiai segítségével Litvániába csempésztek. Ő maga is írt könyveket a gazdag szamogitán nyelvjárásban: Palangos Juzė. (Palangai Juzė); az első litván nyelvű illusztrált gyermekkönyv, a Vaikų knygelė. (Gyermekkönyv); Žemaičių vyskupystė. (Samogitian püspökség). Arra is buzdított, hogy álljanak ellen a ruszifikációnak, és tiltakozzanak a katolikus templomok és kolostorok bezárása ellen. Valančius volt az egyik legfőbb alakja a litván nemzeti megújulás megalapozásának.
Antanas Baranauskas (1835–1902) írta a Anykščių šilelis (Az anykščiai erdő) című verset, egy programadó művet, amelynek fő célja a litván nyelv szépségének feltárása és a költészetre való alkalmasságának bizonyítása volt. Az Anykščių šilelis című verset tartják a leghíresebb litván  versnek. Baranauskas matematikus és dialektológus is volt, és számos litván matematikai kifejezést alkotott.
Vaclovas Biržiška (1884–1965) monumentális, 3 kötetes enciklopédikus művében, az Aleksandrynas-ban összegyűjtötte a litván nyelven író litván írók életrajzait, bibliográfiáit 1475-től 1865-ig. Az Aleksandrynas 370 személyt tartalmaz.

## 20. század
Amikor 1904-ben feloldották a a latin ábécé litván nyelvű nyomtatásának tilalmát, a litván írók kísérletezni kezdtek különböző európai irodalmi mozgalmak, például a szimbolizmus, az impresszionizmus és az expresszionizmus elemeivel, és átvették azokat. A litván függetlenség első időszakában (1918–40), a két világháború közötti időszakban olyan irodalom született, amely a saját társadalmukat vizsgálta, és mély érzelmekkel rendelkező karaktereket teremtett, mivel az írók elsődleges szempontja már nem a politika volt. A Keturi vėjai mozgalom a költő Kazys Binkis (1893–1942) A négy szél prófétája című művének megjelenésével kezdődött.  Ez a hagyományos költészet elleni lázadás volt. A Keturi vėjai elméleti alapja kezdetben a futurizmus volt, amely Oroszországon keresztül, de a nyugati gyökerekből táplálkozott. A későbbi hatások a kubizmus, dadaizmus, szürrealizmus, unanimizmus és a német expresszionizmus voltak.
Maironisz (1862–1932) az egyik leghíresebb klasszikus litván költő. Drámai és lírai romantikus költészetéről egyaránt ismert, és "a litván nemzeti megújulás költő-prófétájának" nevezték. Megalapozta a modern litván költészetet. Maironis költészetét a természet és Litvánia ősi történelme ihlette. Verseiben gyakran találkozhatunk a litván nagyhercegek nevével és tetteivel. A Pavasario balsai (A tavasz hangjai, 1895) című versgyűjtemény a legjelentősebb műve.

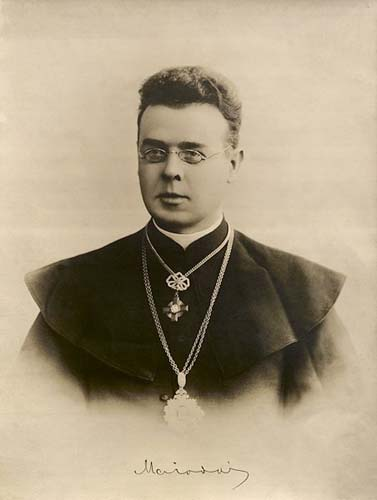
Maironis

A 20. század elejének egyik kiemelkedő alakja volt Vincas Krėvė-Mickevičius (1882–1954), regényíró és drámaíró. Számos műve közé tartozik a Dainavos šalies senų žmonių padavimai (Régi népmesék Dainava, 1912) és a történelmi drámák  Šarūnas (1911), Skirgaila (1925) és a Mindaugo mirtis (Mindaugas halála, 1935).
Ignas Šeinius (1889–1959), regényíró, litván diplomata Svédországban és más skandináv országokban, impresszionista író. Legnevezetesebb művei a Kuprelis (A púpos, 1913) és a Raudonasis tvanas (A vörös árvíz, 1940) című regény, amelyet először svédül írt Den röda floden címmel. Šeinius leírja, hogyan rombolták le a szovjetek az ország függetlenségét, hogyan tiporták el a litván nemzet hazaszeretetét, hogyan vezették be erőszakkal a szovjet életformát; hogyan szovjetizálták az ország gazdaságát és hogyan sajátították ki a magánvállalkozásokat. A Vörös árvíz ékes tanúságtételként szolgál e szörnyű eseményekről. Siegfried Immerselbe atsijaunina (Siegfried Immerselbe megfiatalodik, 1934) című sci-fi regénye az egyik első, a nemzetiszocialista disztópiát elítélő regény volt Európában.
Petras Vaičiūnas (1890–1959) szintén népszerű drámaíró volt, aki az 1920-as és 1930-as években évente egy-egy színdarabot készített.
Jurgis Savickis (1890–1952) litván novellaíró és diplomata volt, aki Litvániát képviselte főleg a skandináv országokban. Műveiben gyakran éles és játékos szellemesség és irónia, elegáns és könnyed írásmód, tömör és finoman hangolt mondatok jellemzik. Legismertebb művei a Raudoni batukai ('A vörös cipő, 1951) című novelláskötete és a Žemė dega ('Föld a tűzben, 1956) című háborús naplója.
Vincas Mykolaitis-Putinas (1893–1967) lírai költeményeket, színdarabokat és regényeket írt, köztük az Altorių šešėly (Az oltárok árnyékában, 3 kötet, 1933) című önéletrajzi regényt, amelyben egy hivatásában kételkedő, végül a világi életet választó papot írt. 1935-ben Mykolaitis lemondott papi hivatásáról, és irodalomprofesszor lett.
Az autodidakta Žemaitė (1845–1921) a 20. század elején számos novellát publikált; a litván falusi életről szóló őszinte és együttérző történeteit az ő képe örökítette meg az 1 litás bankjegyen.
Vydūnas (1868–1953) filozófus, publicista és író volt. Műveiben a klasszikus európai és a Védák filozófiája hatott rá, és ezeket ötvözte. A keleti filozófia mint a litván nemzeti öntudat és a hiteles hagyományos kultúra újjáélesztésének forrása érdekelte. Főbb művei – Mūsų uždavinys (Feladatunk, 1911), Tautos gyvata (A nemzet élete, 1920), Sieben Hundert Jahre deutsch-litauischer Beziehungen (A német-litván kapcsolatok hétszáz éve, 1932). 1940-ben Nobel-díjra jelölték.

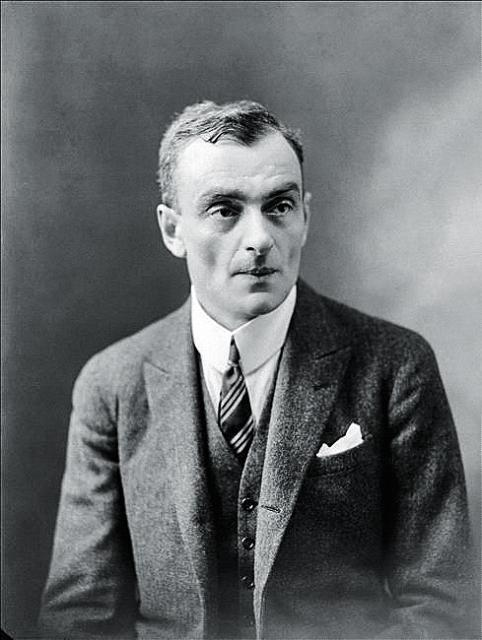
Oskaras Milašius

Oskaras Milašius (Oscar Vladislas de Lubicz Milosz) (1877–1939) Čerėjában (Čerėja, Mogilev közelében, Fehéroroszország) született és töltötte gyermekkorát. A Lycée Janson de Saillyban Párizsban érettségizett. 1920-ban, amikor Franciaország elismerte Litvánia függetlenségét, Litvániai ügyvivőjévé nevezték ki. Kiadványai között szerepelt egy 1928-ban megjelent 26 litván dalból álló gyűjtemény, a Litván mesék és történetek (1930), a Litván mesék (1933) és a A litván nemzet eredete (1937). Miszticizmusára és látomásaira Emanuel Swedenborg volt hatással. Milašius francia nyelven író litván költőként azonosította magát.
Balys Sruoga (1896–1947) litván történelmen vagy mitológián alapuló drámákat írt: Milžino paunksmė. (Egy óriás árnyékában, 1932), Radvila Perkūnas ('Radvila a mennydörgés, 1935), Baisioji naktis (1935) és Aitvaras teisėjas (1935). A második világháború alatt, miután a nácik megszállták Litvániát, 1943 márciusában negyvenhét másik litván értelmiségivel együtt a Stutthofi koncentrációs táborba került, miután a nácik kampányt indítottak az esetleges náciellenes agitáció ellen. Sruoga később ezen élményei alapján írta meg legismertebb művét, a Dievų miškas (Az istenek erdeje, 1957). Ebben a könyvében Sruoga egy olyan ember szemszögéből tárta fel a koncentrációs táborban zajló életet, akinek egyetlen módja az életének megmentésére és méltóságának megőrzésére az volt, hogy mindent az irónia és a szarkazmus fátylán keresztül szemlélt. Mind a kínzókat, mind az áldozatokat tökéletlen emberi lényekként mutatta be, akik távol állnak politikai vezetőik hamis ideáljaitól. Például azt írta: "Az ember nem gép. Elfárad.", utalva a foglyokat verő őrökre.
Ieva Simonaitytė (1897–1978) a német Kelet-Poroszországhoz tartozó, nagyszámú, de fogyatkozó litván lakossággal rendelkező területek, Kis-Litvánia és Klaipėda régió kultúráját képviselte. A kritikusok elismerését az Aukštujų Šimonių likimas (Aukštujai Šimoniai sorsa, 1935) című regényéért kapta.
Antanas Maceina (1908–1987) – filozófus, egzisztencialista, pedagógus és költő. Fő kutatási tárgyai a kultúrfilozófia, az etika és a vallás voltak. Maceina egy sor könyvben tárgyalja a lét egzisztenciális kérdéseit, és foglalkozik a rossz keletkezésére és igazolására vonatkozó régi teodicea-rejtéllyel: Didysis inkvizitorius (A nagy inkvizítor, 1950), Jobo dráma (Jób drámája, 1950) és Niekšybės paslaptis (Az aljasság titka, 1964).
Vytautė Žilinskaitė (sz. 1930) többek között két díjat kapott gyermekkönyveiért, 1964-ben az Újságíró-szövetség díját, 1972-ben pedig állami díjat a humorosnak vagy szatirikusnak minősített művekért. 1961-ben jelent meg a Ne állj meg, kicsi óra című verseskötete.
Marcelijus Martinaitis (1936-2013) költő és esszéista volt. Költészetének fő témája a régi, archaikus, vidéki világkép és a modern világ összeütközése. Fő műve a Kukučio baladės (Kukutis balladái, 1977), egy tréfamesterről, a szélhámos Kukutisról szóló vers, amely a keleti, brutális szovjet megszállás által hozott "modern új élet" abszurditását leplezi le, a litvániai békés forradalom egyik katalizátora volt. A verset az 1980-as évek végén és a '90-es évek elején tartott politikai tömeggyűléseken énekelték vagy szavalták.
Sigitas Geda (1943–2008) termékeny költő és drámaíró volt. Versei összekapcsolják az ősi litván többistenhitű vallást és  mitológiát a görög és Sumér mítoszokkal, összefonva a régi és az új világot az élet és az életerő ódájával. Legfontosabb művei: Strazdas (1967), 26 rudens ir vasaros giesmės (26 őszi és nyári dal, 1972), Žalio gintaro vėriniai (Zöld borostyán nyaklánc, 1988) és a librettó Strazdas – žalias paukštis (Strazdas – zöld madár, 1984).
Tomas Venclova (szül. 1937) Klaipėdában született, költő, esszéista, irodalomkritikus és műfordító. Miközben a Vilniusi Egyetem professzora volt, bekapcsolódott a Litván Helsinki Csoport munkájába, amely egy emberi jogi szervezet, amely többek között a szovjet tevékenység ellen tiltakozott Litvániában. Közreműködése konfliktusokhoz vezetett a kormánnyal, de 1977-ben engedélyt kapott arra, hogy az Egyesült Államokba emigráljon; ott a Yale Egyetem professzora lett. A The Sign of Speech című verseskötetét, amely Litvániában jelent meg távozása előtt, további verseskötetek, esszék és fordítások követték, amelyeket az Egyesült Államokban adtak ki. Litvániában a függetlenség elnyerése után, az 1990-es években több válogatás is megjelent ezekből a művekből. Irodalomkritikái között szerepel egy tanulmánya Aleksander Watról.
Arvydas Šliogeris (1944–2019) filozófus, esszéista, filozófiai szövegek fordítója és társadalomkritikus. Šliogeris műveiben a Lét és a Lényeg, a Dologiasság és a Létezés alapjainak problémáit kutatja. Ő a legismertebb litván kutatója Martin Heideggernek is. Alapvető művei – Niekis ir esmas (2005),
Transcendencijos tyla (1996), Daiktas ir menas (1988).
Petras Dirgėla (1947–2015) prózaíró, esszéista, a litván irodalom történetírói regényhagyományának megteremtője volt. Legismertebb művei a Joldijos jūra (Joldia-tenger, 1987-1988) és az Anciliaus ežeras (Ancylus-tó, 1991). Dirgėla alkotói munkásságának csúcspontja a monumentális, négykötetes (14 részből álló) Karalystė saga. Žemės keleivių epas (A királyság. A földi utazók eposza, 1997–2004). Könyveit 10 nyelvre fordították le.
Ričardas Gavelis (1950–2002) író, drámaíró, újságíró, a Vilniaus pokeris (fordításban Vilniusi póker) és számos más regény és novelláskötet szerzője. Műveit a fantázia, az erotika, az emberi létről szóló filozófiai elmélkedések és a pszichológiai belátás keveréke jellemzi.
Saulius Tomas Kondrotas (sz. 1953) filozófiai író, a novellák mestere. Stílusa és a világ absztrakciója műveiben Jorge Luis Borges stílusára hasonlít. Kondrotas 1986-ban disszidált Nyugat-Németországba. Leghíresebb regényében, a Žalčio žvilgsnis (A kígyó tekintete, 1981) a gonosz, a családon és a generációkon észrevétlenül áthatoló pusztítás problémáját járja körül. A regényt 15 nyelvre fordították le.
Jurgis Kunčinas (1947–2002), Ričardas Gavelis (1950–2002), és Jurga Ivanauskaitė (1961–2007) a 20. század végi litván állapotokat feltáró regényeket írt.

## 21. századi irodalom
Alvydas Šlepikas (szül. 1966) író, költő és drámaíró. A Mano vardas – Marytė című regénye. (A farkasok árnyékában, 2012) 2012 legolvasottabb regénye lett Litvániában, és hat kiadást ért meg. A könyv angol fordítása a Times  brit napilap által 2019 júliusában a hónap könyve lett. A könyv az egyik legtöbbet fordított litván regény – angol, német, lengyel, lett, észt, ukrán és holland nyelvre is lefordították.

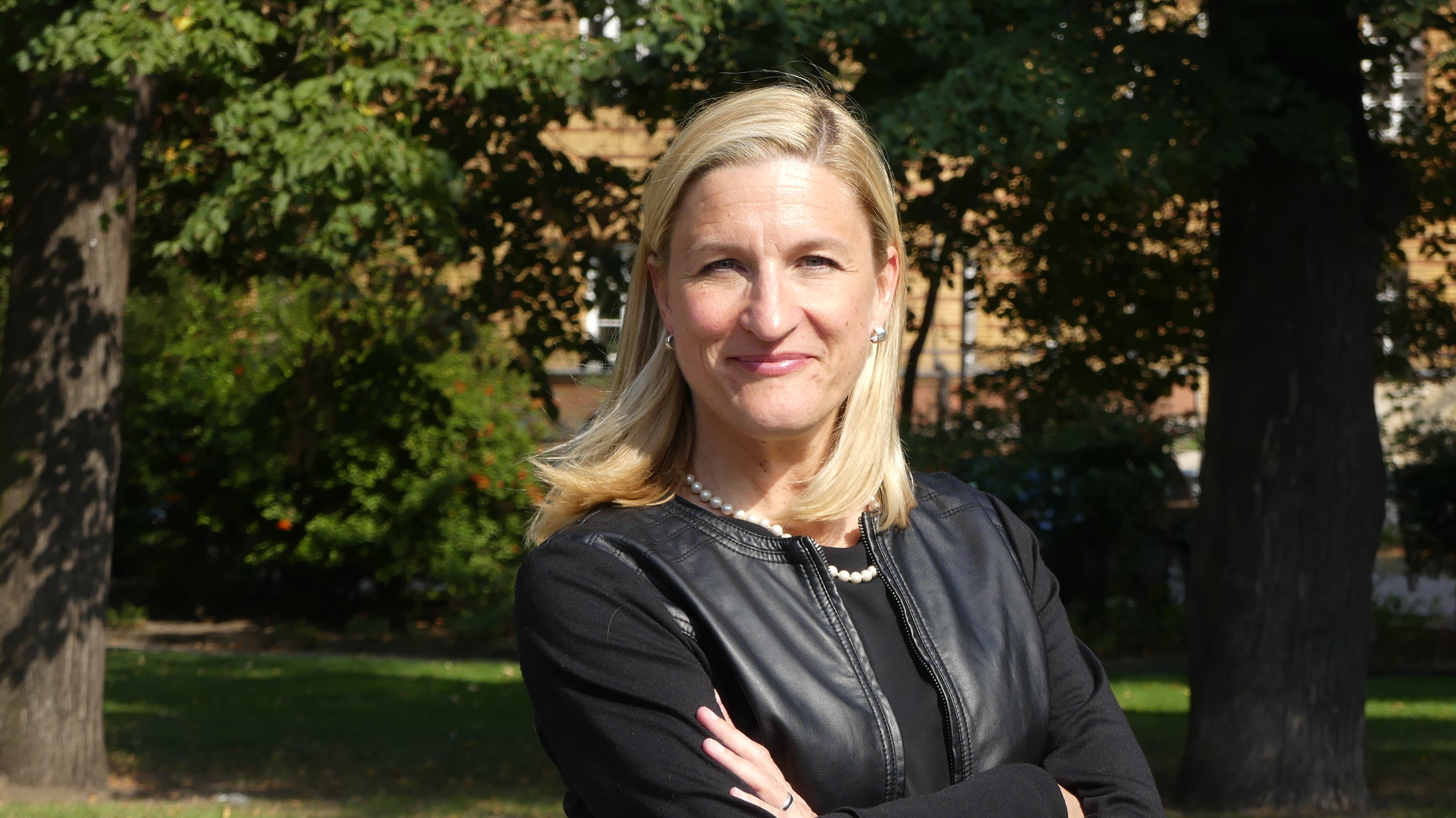
Rūta Šepetys

Rūta Šepetys (szül. 1967) Litvániai–amerikai történelmi regényíró. Szerzőként a New York Times bestsellerlistájának első helyezettje, nemzetközi bestseller és a Carnegie-érem nyertese. Első regénye, a A szürke árnyalatai között (2011),  amely a litván népirtásról szól az 1941-es szovjet megszállás után, a kritikusok elismeréssel fogadták, és több mint 30 nyelvre fordították le.
Kristina Sabaliauskaitė (sz. 1974) a litván nagyhercegségben élő litván nemesség életéről szóló négykötetes Silva Rerum (2008, 2011, 2014, 2016) című regényével debütált. Litvániában bestseller lett, és lefordították lengyelre és lettre. A lett olvasók megszavazták, hogy bekerüljön a Minden idők 100 kedvenc lett könyve listájára. Lengyelországban kivételesen jó kritikákat kapott.
Laura Sintija Černiauskaitė (szül. 1976) író és drámaíró. Legismertebb művei a Liučė čiuožia (Liučė korcsolya, 2003) című színdarab és a Kvėpavimas į marmurą című debütáló regénye. (Breathing into Marble, 2006), amely 2009-ben elnyerte az EU Irodalmi díját, és amelyet angolra is lefordítottak.
Rimantas Kmita (sz. 1977) író, esszéista és műfordító. Legismertebb műve a Pietinia kronikas (A déli kerület krónikái, 2016), a Šiauliai krónikája. Déli kerületének története, amelyet siauliai dialektusban és szlengben írt. Az év könyvének választották 2017-ben felnőtt kategóriában.
Agnė Žagrakalytė (szül. 1979) költő, esszéista és irodalomkritikus. Első verseskötete, az Išteku (Férjhez megyek) 2003-ban jelent meg. Második könyve, a Visa tiesa apie Alisą Meler (Minden igazság Alisa Melerről) 2008-ban jelent meg, és 2008-ban Litvánia tíz legkreatívabb könyve közé választották.
Gabija Grušaitė (szül. 1987) első regényével, a Neišsipildymas (Beteljesületlen, 2010) cíművel debütált. Második regénye Stasys Šaltoka (Mr. Colder, 2017) angolul Cold East címmel jelent meg.

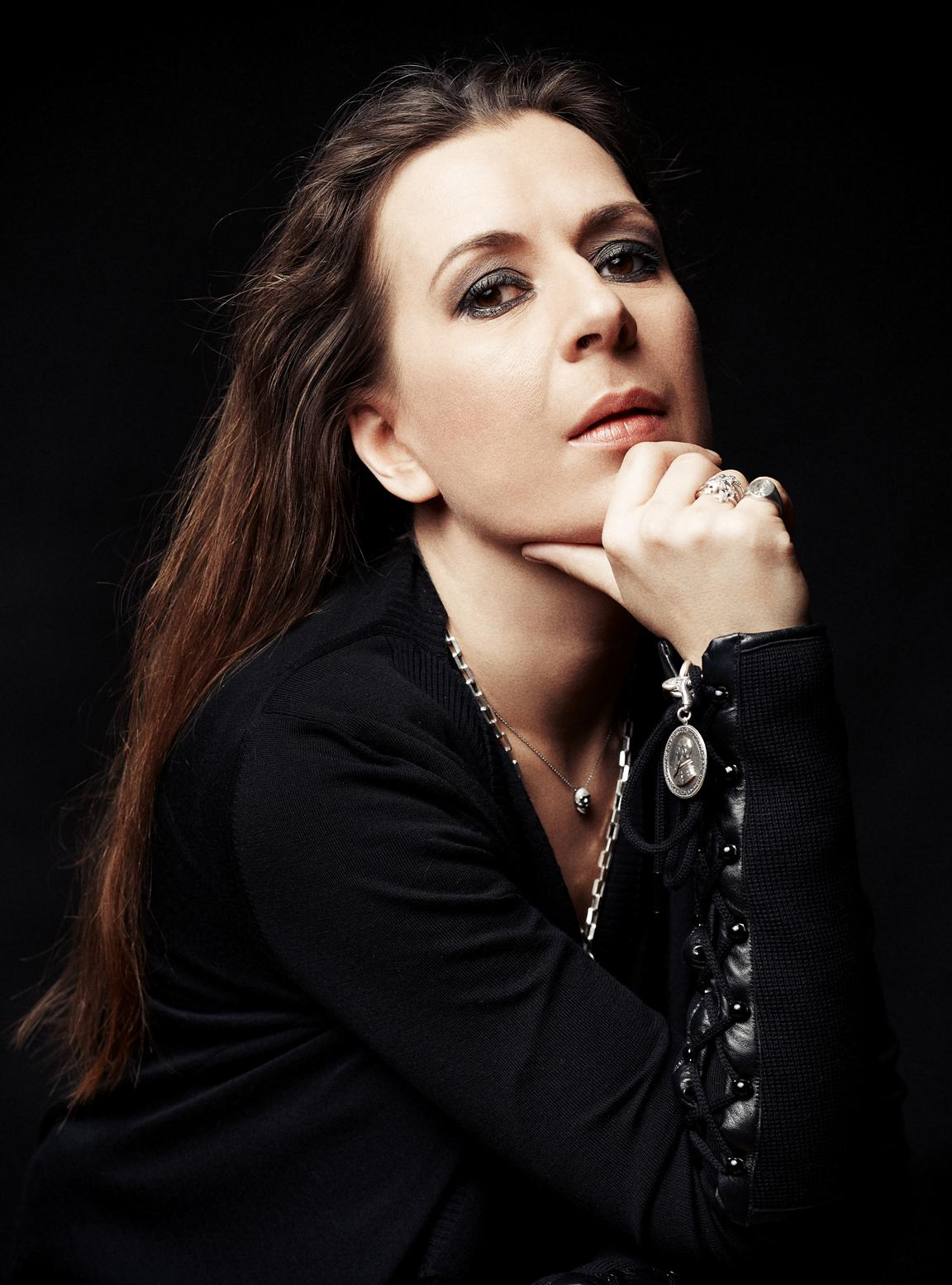
Kristina Sabaliauskaitė

## Nemzeti dalok és folklór
A Litván Irodalmi és Folklór Intézet (Lietuvių literatūros ir tautosakos institutas) litván nemzeti dalgyűjteményeket ad ki – Dainynas. Zenonas Slaviūnas 3 kötetnyi litván Sutartinės (többszólamú dalok) szöveget adott ki. A hagyományos énekes zene világszerte nagy becsben áll: A litván dalosünnepek, többszólamú dalok szerepelnek az UNESCO által az emberiség szóbeli és szellemi örökségének Mesterművek reprezentatív listáján. A kutatók és folkloristák által összegyűjtött és a Litván Folklórarchívumban tárolt litván dalszövegek száma 400 000-re tehető.

## Emlékiratok deportáltakról és partizánokról

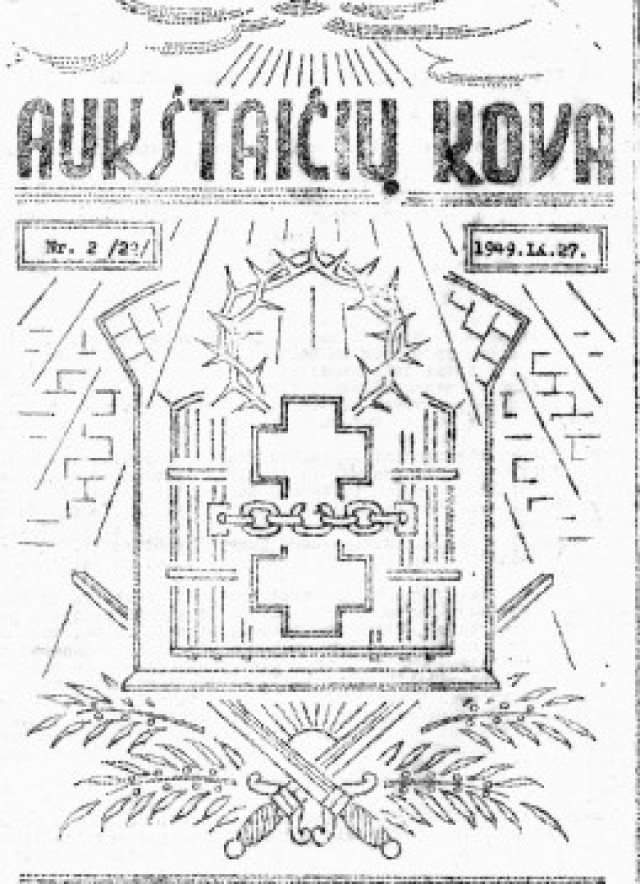
Aukštaičių kova (Aukštaitians harca) – a litván partizánok által kiadott folyóirat, 1949

A függetlenség 1990-es visszanyerése után számos, korábban betiltott és kiadatlan irodalmi mű jutott el az olvasókhoz. Több kötetnyi emlékiratot gyűjtöttek össze és adtak ki a litvániai deportáltak és litván partizánok. Ezt tremties literatūra (a deportálások irodalma), tremtinių atsiminimai (a deportáltak emlékiratai), partizanų literatūra (a litván partizánok irodalma) néven emlegetik. A legismertebb litván partizán írók Adolfas Ramanauskas (Vanagas álnéven, 1918–1957), Juozas Lukša, Juozas Lukša (álnéven Daumantas, 1921–1951), Lionginas Baliukevičius (álnéven Dzūkas, 1925–1950), Bronius Krivickas költő (1919–1952), Mamertas Indriliūnas költő és irodalomkritikus (1920–1945).
Juozas Lukša-Daumantas Partizanai (A partizánok) című könyve többször is megjelent Litvániában, 1975-ben az Egyesült Államokban Harcosok a szabadságért. Litván partizánok a Szovjetunió ellen címmel, 1975-ben Erdei testvérek: The Account of an Anti-sovietian Lithuanian Freedom Fighter, 1944-1948 címmel 2010-ben, Svédországban pedig Skogsbröder címmel 2005-ben.
A litván deportáltak irodalomának legismertebb képviselői Dalia Grinkevičiūtė (1927–1987), Valentas Ardžiūnas (1933–2007), Leonardas Matuzevičius (1923–2000), Petras Zablockas (1914–2008), Kazys Inčiūra (1906–1974), Antanas Miškinis (1905–1983).

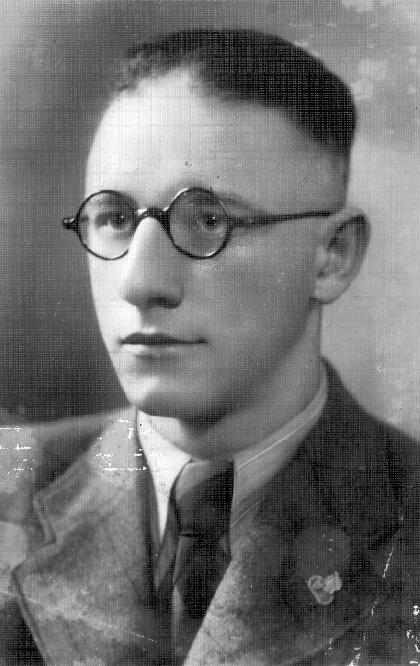
Író, partizán Bronius Krivickas

Antanas Miškinis a gulágon írta Psalmės (Zsoltárok, 1989) című művét nyírfakéregre és cementes zsákok rongyaira. Számos zsoltárából nemzeti dal lett.
Dalia Grinkevičiūtė megtapasztalta a gulág borzalmait, amikor 1941-ben, Litvánia orosz megszállása után családjával együtt deportálták. Miután 15 év után visszatért Litvániába, kiadta emlékiratait, és összegyűjtötte más deportáltak visszaemlékezéseit is. E tevékenységéért a KGB üldözte. Dalia Grinkevičiūtė legismertebb könyvei a Lietuviai prie Laptevų jūros (Litvánok a Laptyev-tenger partján), 1988 („Megbékélés”, 2002), A Stolen Youth, a Stolen Homeland: Memoirs, 2002, Shadows on the Tundra, 2018.
Ona Lukauskaitė-Poškienė (1906–1983) litván ellenálló volt, a szovjetellenes ellenállásban kifejtett tevékenysége miatt 10 évre ítélték. Emlékiratokat írt a szovjet lágerekben töltött éveiről és egy regényt, a Lagerių pasakos (Mesék a gulágokról).
A litván partizánmozgalom, amely több mint 8 évig zajlott, szintén hozzájárult a folklórhoz. Több ezer partizándal (partizanų dainos) ismert, amelyek népszerűek voltak a partizánok és a litván nép körében.

## Litván irodalom az emigrációban
Számos olyan litván alkotás született, akik kénytelenek voltak elhagyni az országot, vagy akik gyermekként emigráltak szüleikkel. A litván emigránsirodalom minőségben nem marad el az otthon maradottak által létrehozott irodalomtól. A szovjetek 1944-es visszatérésével a litván írók mintegy kétharmada, 62 000 más litvánnal együtt, külföldre távozott – így a litván irodalom kettészakadt. Ezek a szerzők többek között Antanas Škėma (1910–1961), Alfonsas Nyka-Nyliūnas, Alfonsas Nyka-Nyliūnas (1919–2015), Marius Katiliškis, Marius Katiliškis (1914–1980), Kazys Bradūnas, Kazys Bradūnas (1917–2009), Bernardas Brazdžionis, Bernardas Brazdžionis (1907–2002), Henrikas Radauskas, Henrikas Radauskas (1907–2002) (1910–1970) és sokan mások.
A második világháború után számos litván költő kényszerült száműzetésbe vagy emigrációba a szovjet megszállás elől menekülve. A szülőföld és a litván természet, a tanyák iránti nosztalgiát kifejezve írtak. Ezt a mozgalmat Žemininkai-nak, azaz földi költőknek nevezték el a Žemė című antológia után. (A föld) után, amelyet Kazys Bradūnas állított össze és 1951-ben adtak ki Los Angelesben. Öt, általában a Žemininkai-hoz sorolt költő: Juozas Kėkštas (1915–1981), Kazys Bradūnas, Alfonsas Nyka-Niliūnas, Henrikas Nagys (1920–1996) és Vytautas Mačernis. (1921–1944) (posztumusz).
A litván száműzetési irodalmat három korszakra osztották: 1) a németországi és ausztriai menekülttáborok időszaka (1945–50), amelyet az idegenség, a nosztalgia és a jövő bizonytalansága jellemzett; 2) a letelepedés időszaka (1950–60), amelyben az ismeretlenhez való alkalmazkodás nehézségei, a régi és az új értékek közötti konfliktus volt a legfontosabb; és 3) az új, modern társadalomba való beilleszkedés időszaka, amelyben ismét fontossá vált az irodalmi kísérletezés.
Antanas Škėma leghíresebb regénye, a Baltoji drobulė. (Fehér lepel, 1958) csak a közelmúltban fordították le angolra és németre, és kapott nemzetközi elismerést.

Jonas Mekas (1922–2019) filmrendező, költő és művész, akit gyakran neveznek "az amerikai avantgárd mozi keresztapjának". Ismert a Semeniškių idilės (1948), Gėlių kalbėjimas (1961), Dienoraščiai 1970-1982 (1985), Laiškai iš niekur (Levelek a semmiből, 1997) című versesköteteiről. Mekas verseit és prózáját lefordították franciára, németre és angolra.
Vytautas Kavolis (1930–1996) szociológus, irodalomkritikus és kultúrtörténész volt. A litván nacionalizmusról és irodalomról írt tanulmányai nagy hatást gyakoroltak a litván értelmiségiekre külföldön és – a függetlenség 1990-es visszanyerése után – Litvániában is.
Algis Budrys (1931–2008) egy litván diplomata családjába született, amely a Szovjetunió általi megszállás után nem tért vissza Litvániába. Algis Budrys angolul írt, és olyan sci-fi regényekről ismert, mint a Who?, a Rogue Moon. Számos Hugo Award és Nebula Award jelölés mellett Budrys 2007-ben elnyerte a Science Fiction Research Association Pilgrim Award díját a spekulatív fikció tudományosságához való életművéért.
Eduardas Cinzas (1924–1996) 1944-ben hagyta el Litvániát, és Belgiumban telepedett le. Regényeiben a belga kisvárosok életét realista és szarkasztikus módon ábrázolja. Legnevezetesebb művei – Brolio Mykolo gatvė (Mykolas testvér utcája, 1972), Šv. Petro šunynas ("Szent Péter kutyája", 1984).
Antanas Šileika (sz. 1953) Kanadában született litván szülők gyermekeként. Újságírói tevékenysége révén részt vett Litvánia függetlenségének helyreállításában a Szovjetunió bukása idején, 1988–1991-ben, és ezért a tevékenységéért 2004-ben a litván kormánytól megkapta a lovagkereszt kitüntetést. Legismertebb művei: Woman in Bronze (2004), The Barefoot Bingo Caller (2017), Provisionally Yours (2019).

## Kiadói és irodalmi rendezvények
Litvániában 45 kiadó működik, amelyek a teljes könyvkiadási piac 83 százalékát fedik le. A vilniusi könyvvásár a legnagyobb könyvvásár a balti államokban, emellett az egyik legjelentősebb kulturális esemény Litvániában. A Nemzetközi Vilniusi Könyvvásár kizárólag az olvasókra összpontosít; a fő hangsúlyt a könyvekre és a kulturális eseményekre helyezi, valamint arra, hogy a szerzők kapcsolatba léphessenek olvasóikkal. A litván szerzők más nyelvekre történő fordítását a Litván Kulturális Intézet által működtetett fordítási ösztöndíjprogram támogatja. Csak 2020-ban 46 litván szerző könyvének fordítását erősítették meg.
A Poezijos pavasaris (Költészeti Tavasz) 1965 óta évente megrendezett nemzetközi költészeti fesztivál. A fesztiválon litván költők, valamint más nemzetközi költők vesznek részt, akik a legkülönbözőbb irodalmi formákra, többek között versekre, műfordításokra és esszékre összpontosítanak. A fesztivál díjazottja minden évben tölgyfakoszorút kap. 1985 óta a nemzetközi költészeti fesztivál Druskininkai Költői Ősz október elején kerül megrendezésre.
Tomas Venclova és Dalia Grinkevičiūtė a legtöbbet publikált és lefordított litván szerzők külföldön.

## Fordítás
Ez a szócikk részben vagy egészben  a   Lithuanian literature című angol Wikipédia-szócikk ezen változatának fordításán alapul.  Az eredeti cikk szerkesztőit annak laptörténete sorolja fel. Ez a jelzés csupán a megfogalmazás eredetét és a szerzői jogokat jelzi, nem szolgál a cikkben szereplő információk forrásmegjelöléseként.